# Ninotschka und Peer
Ninotschka und Peer ist ein 1961 gedrehtes, deutsches West-Ost-Liebesfilmdrama des Schauspielers Joachim Mock, der auch die männliche Hauptrolle übernahm.

## Handlung
Die Liebesgeschichte zwischen „Ninotschka“, die eigentlich Sabine Horn heißt und als Polizistin bei der VoPo in Ostberlin ihren Dienst verrichtet, und Peer Müller, einem Zeitungsredakteur aus dem Westen der Stadt, beginnt recht banal: Den im Westen mit Herrchen Peer lebenden Boxer-Rüden Bello zieht es nach einer Ost-West-Begegnung unbändig zu der Boxer-Dame Babettchen von Frauchen Sabine. Damit diese tierische Liebe nicht wegen der „großen Politik“ auf den Hund kommt, nähern sich auch der West-Journalist und die Ost-Politesse einander an und stellen bald fest, dass sie zueinander ähnliche Gefühle hegen wie ihre beiden Vierbeiner. Die Dinge ändern sich eines Tages schlagartig, als in den Morgenstunden des 13. August 1961 die DDR beginnt, den Ostsektor Berlins von den Westsektoren durch die Errichtung einer Mauer abzuriegeln. Nun droht gleich allen vier Protagonisten der Geschichte eine Trennung auf unbestimmte Zeit …

## Produktionsnotizen
Ninotschka und Peer entstand in der zweiten Jahreshälfte 1961 als unmittelbare filmische Reaktion auf den Bau der Berliner Mauer im August 1961. Erst am 15. Juni 1962 passierte der Film die FSK, und es dauerte nahezu ein weiteres halbes Jahr, bis Ninotschka und Peer am 23. November 1962 schließlich uraufgeführt wurde
Schauspieler Mock gab bei diesem Film sein Regiedebüt. Der russische Name „Ninotschka“ steht als Synonym für die Herkunft der Ostberlinerin Sabine aus der kommunistischen Welt hinter dem Eisernen Vorhang.

## Kritik
Das Lexikon des Internationalen Films fand den Film gut gemeint aber auch „Ziemlich langatmig und bieder.“